# Beverly Hills

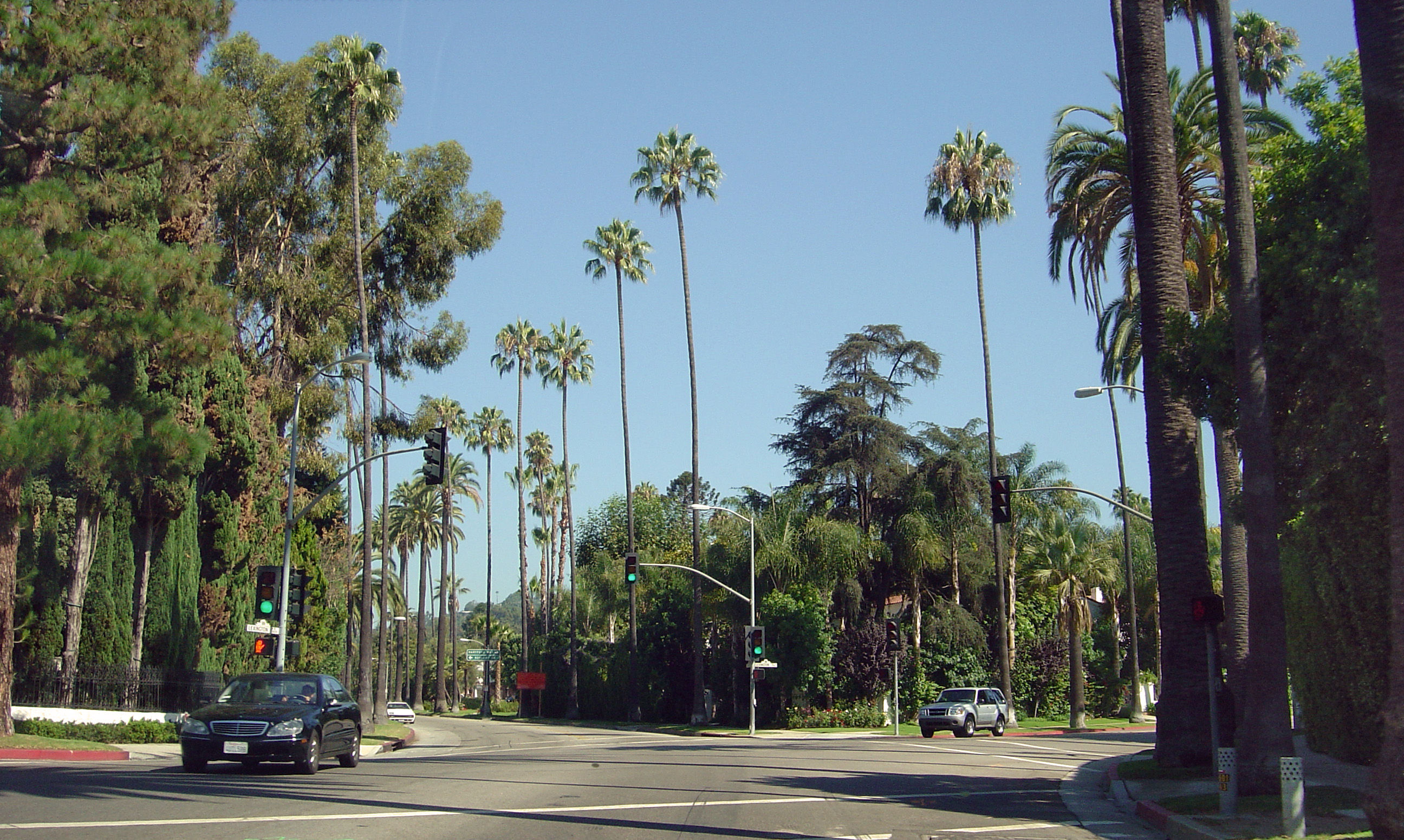
De flesta av gatorna i bostadsdelen av Beverly Hills, det vill säga norr om Santa Monica Boulevard, kantas av träd, framförallt de typiska palmerna. Bilden visar korsningen Benedict Canyon Drive och Lexington Road.

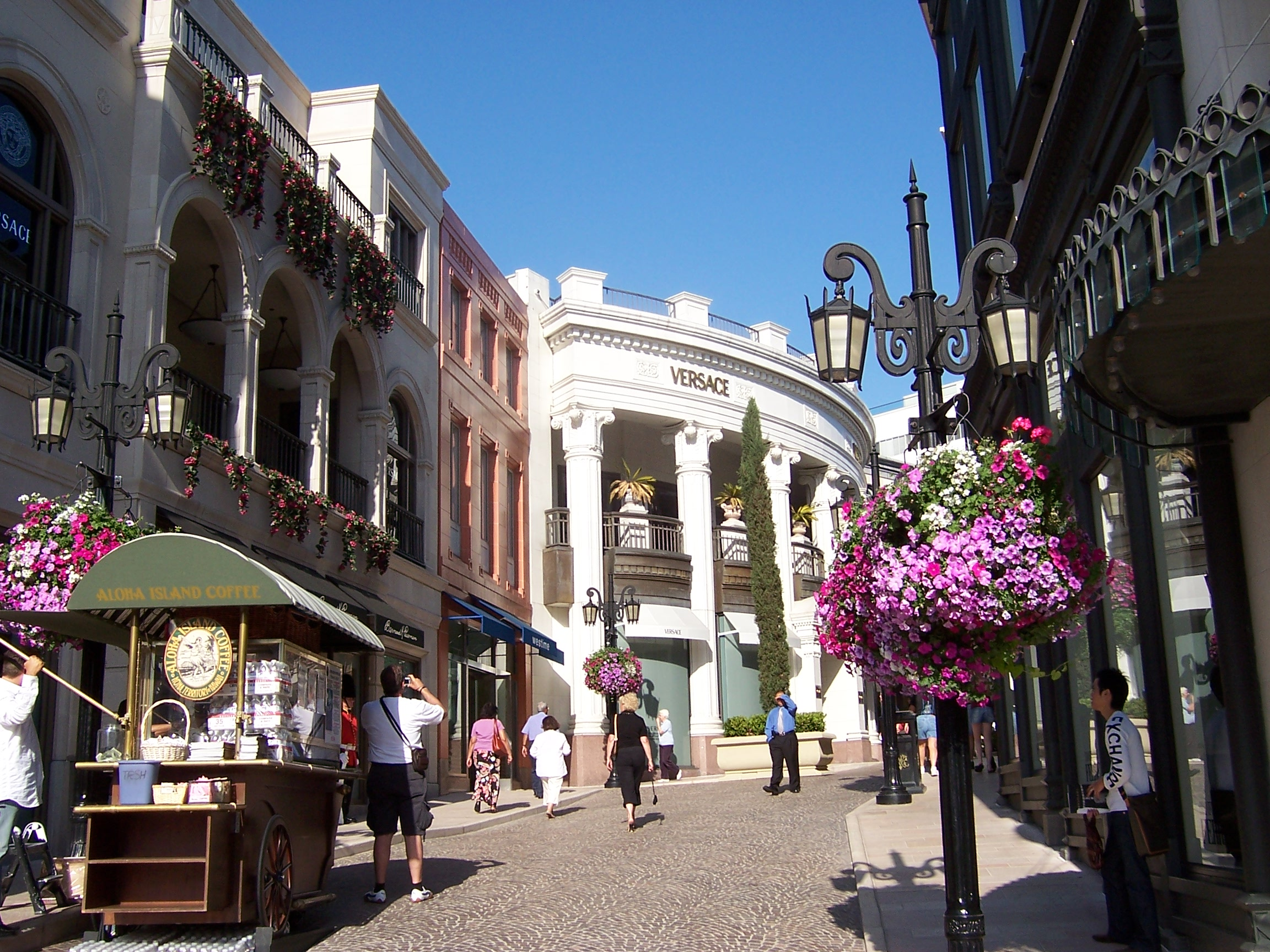
Affärsgatan Via Rodeo vid korsningen Rodeo Drive och Dayton Way.

Beverly Hills är en liten stad i Los Angeles County i Kalifornien som, med undantag för den lilla staden West Hollywood i öster, är helt omgiven av staden Los Angeles. Staden täcker en yta av 14,7 km² och hade 2006 en befolkning på 34 980 personer. I väster gränsar Beverly Hills till Century City och West Los Angeles, längre norrut till Bel Air. Österut ligger Hollywood, West Hollywood och Hollywood Hills.
Beverly Hills har varit skådeplatsen för många filmer, bland annat Snuten i Hollywood, och tv-serier, bland annat Beverly Hills 90210 som gjorde ZIP-koden 90210 till världens mest berömda.
Staden var tidigare en helig plats för Tongvaindianerna (den tidigare urbefolkning som levde på platsen). 1900 fick platsen sitt nuvarande namn efter Beverly Farms, ett namn man valde att behålla efter att det blev en stad.
Under 1930-talet fanns planer på att låta Beverly Hills bli en del av Los Angeles, någonting som flera av dåtidens stora stjärnor motsatte sig, så man lät det förbli en egen stad.
Beverly Hills mest berömda affärsgata är Rodeo Drive som drar till sig mängder av turister och penningstinna shoppare året runt. Gatan sträcker sig från Wilshire Boulevard i söder och möter Sunset Boulevard i norr. Vid gatans södra ände reser sig Beverly Wilshire Hotel som öppnade 1928. Hotellet användes då filmen Pretty Woman (1990) med Julia Roberts och Richard Gere spelades in. I filmen går Julia till Rodeo Drive för att shoppa. Längs gatan finns berömda varumärkesbutiker som Gucci, Bijan och Versace. Längs norra änden av gatan (efter att den passerat Santa Monica Boulevard) ligger endast privatbostäder. Där Rodeo möter Sunset står kulturmärkta Beverly Hills Hotel, som var det första bestående byggnadsprojektet i hela området och stod färdigt redan 1912 i vad som då bara var landsbygd. Därefter växte villasamhället upp runt omkring och så småningom stadens centrum några kilometer söderut. Byggnaden går mestadels i rosa och ljusgrönt.

## Kända personer som bor, eller har bott, i Beverly Hills
- Anastacia, sångerska och låtskrivare.
- Julie Andrews, skådespelare och sångare (135 Copley Place).
- Fred Astaire, skådespelare och dansare (1155 San Ysidro Drive).
- Lucille Ball, skådespelare och komiker (1000 Roxbury Drive).
- David Beckham, fotbollsspelare (som sammanboende med Victoria Beckham).
- Victoria Beckham, sångerska m.m (som sammanboende med David Beckham).
- Clara Bow, skådespelare (512 Bedford Drive).
- Michael Caine, skådespelare (1309 Davies Drive).
- Charles "Charlie" Chaplin, komiker, skådespelare och filmregissör (1085 Summit Drive, från 1920-talet till 1950).
- Joan Collins, skådespelerska.
- Tom Cruise, skådespelare.
- Sammy Davis, Jr., sångare, dansare och skådespelare.
- Joe DiMaggio, basebollspelare (som sammanboende med Marilyn Monroe, 508 Palm Drive).
- Kirk Douglas, skådespelare (707 Cañon Drive).
- Douglas Fairbanks, Sr., skådespelare (som sammanboende med Mary Pickford, “Pickfair”, 1143 Summit Drive).
- Peter Falk, skådespelare (1004 Roxbury Drive).
- Carrie Fisher, skådespelerska och författare.
- Ella Fitzgerald, sångerska (908 Whittier Drive).
- Heidi Fleiss, före detta affärskvinna inom lyxprostitution (1270 Tower Grove Drive, fram till år 1993).
- George Harrison, låtskrivare, gitarrist och sångare. Hade på 1980-talet ett hus i Beverly Hills och hade även sitt musikbolag Dark Horse Records där.
- Katie Holmes, skådespelerska.
- Gene Kelly, skådespelare och dansare (725 Rodeo Drive).
- Larry King, journalist och talkshowvärd.
- Jack Lemmon, skådespelare (1143 Tower Road).
- Jay Leno, talkshowvärd och komiker (1151 Tower Road).
- Harold Lloyd, komiker och skådespelare (1225 Benedict Canyon Drive; idag är den officiella adressen 1740 Greenacres Drive).
- Dean Martin, sångare och skådespelare.
- Groucho Marx, komiker (1083 Hillcrest Drive).
- Bette Midler, skådespelerska och sångerska.
- Marilyn Monroe, skådespelerska och sångerska (som sammanboende med Joe DiMaggio, 508 Palm Drive).
- Paul Newman, skådespelare (som sammanboende med Joanne Woodward, 907 Whittier Drive).
- Ozzy Osbourne, rocksångare.
- Markus Persson, även kallad "Notch", spelutvecklare och grundare av Mojang AB (1181 Hillcrest Road).
- Mary Pickford, skådespelerska (som sammanboende med Douglas Fairbanks, Sr., "Pickfair", 1143 Summit Drive).
- Sidney Poitier, skådespelare (1007 Cove Way, fram till år 1994).
- Debbie Reynolds, skådespelerska och sångerska.
- Gene Simmons, rockmusiker i Kiss.
- Frank Sinatra, sångare och skådespelare (bl.a på 915 Foothill Drive).
- Britney Spears, sångerska.
- Paul Stanley, sångare och rockmusiker i Kiss.
- Gwen Stefani, sångerska.
- James "Jimmy" Stewart, skådespelare (918 Roxbury Drive).
- Lana Turner, skådespelare (730 Bedford Drive).
- Agnes-Nicole Winter, tv-personlighet, skådespelerska.
- Joanne Woodward, skådespelerska (som sammanboende med Paul Newman, 907 Whittier Drive).